# 普特卡山 (利馬大區)
11°41′10″S 76°12′50″W / 11.68611°S 76.21389°W
普特卡山（Putka），是秘魯的山峰，位於該國中南部利馬大區的瓦羅奇里省，處於瓦伊拉坎查山西北面和霍尼奧赫普克羅山以東，屬於安第斯山脈的一部分，海拔高度約5,100米。